# Наш друг Пишичитай
«Наш друг Пишичитай» — серия рисованных мультфильмов режиссёра Юрия Прыткова. Состоит из трёх выпусков:
- Выпуск первый — 1978 год (10 мин.),
- Выпуск второй — 1979 год (10 мин.),
- Выпуск третий — 1980 год (10 мин.).

## Сюжет
- Выпуск первый. Мальчику Коле исполняется 5 лет. Пишичитай дарит ему в день рождения букву «К» — первую букву его имени. Однако Коля уверен, что он может обойтись и без букв. Но без буквы «К» день рождения Коли превратился в праздник Оли, клён — в лён, коса — в осу и так далее. Коля быстро понимает свою ошибку и просит прощения у буквы «К», тогда всё возвращается на свои места.
- Выпуск второй. Мальчик Коля нарисовал папе, уезжающему в командировку, в подарок картинку. Но когда на рисунке нужно ставить подпись (Коля), оказывается, что тот не умеет писать. Пишичитай помогает Коле найти, выучить и научиться писать остальные буквы его имени.
- Выпуск третий. Пишичитай учит Колю собирать из букв слова и дарит мальчику новую букву,"В". Однако появляется Опечатка — королева испорченных слов и заклятый враг Пишичитая, которая обманом заставляет Колю неправильно переставлять буквы, добавляя букву «Я» вместо «В». Пишичитай и Коля исправляют испорченные слова (Яолк на Волк, а Яол на Вол), а Опечатку запирают в её за́мке на замо́к.

## Песенка Пишичитая
Искать меня недолго, 

Я близко, так и знай.

Живёт на книжной полке

Твой друг Пишичитай!
Ты об руку со мною

Идёшь в волшебный край!

Весь мир тебе откроет

Твой друг Пишичитай!
Со мной, Пишичитаем,

Сегодня подружись,

И дружба та большая

Не кончится всю жизнь!

## Создатели
| автор сценария             | Евгений Агранович |
| режиссёр                   | Юрий Прытков |
| художник-постановщик       | Татьяна Сазонова |
| композитор                 | Евгений Птичкин |
| оператор                   | Михаил Друян (№ 1; 2), Светлана Кощеева (№ 3) |
| звукооператор              | Борис Фильчиков |
| монтажёр                   | Изабелла Герасимова (№ 1; 2), Галина Смирнова (№ 3) |
| художники-мультипликаторы: | Анатолий Абаренов, Наталия Богомолова (№ 1; 3), Олег Комаров (№ 1; 2), Александр Мазаев (№ 1), Татьяна Фадеева (№ 1), Татьяна Померанцева (№ 2; 3), Николай Фёдоров (№ 2), Марина Рогова (№ 2), Виктор Шевков (№ 3), Виктор Арсентьев (№ 3), Александр Елизаров (№ 3) |
| художники:                 | Анна Атаманова (№ 1; 2), Всеволод Максимович (№ 1), Инна Заруба, Вера Харитонова (№ 3) |
| роли озвучивали:           | Евгений Весник — Пишичитай, Мария Виноградова — Коля, буквы «К» и «Я» (№ 1; 2), Лань (№ 2), Александр Баранов — Лев (№ 2), Людмила Гурченко — Опечатка (№ 3) |
| редактор                   | Наталья Абрамова (№ 1; 2), Татьяна Папорова (№ 3) |
| директор картины           | Любовь Бутырина |

## Аудиосказка
- В 1990-е годы на аудиокассетах изданием Twic Lyrec была выпущена аудиосказка по одноимённому мультфильму с текстом Александра Пожарова.